# 茂木幹弘
茂木 幹弘（もてぎ みきひろ、1929年〈昭和4年〉6月14日 - ）は、ディスクジョッキー、プロデューサー。

## 経歴
東京生まれ。東京外国語大学モンゴル語科卒業。1954年文化放送にアナウンサーとして入社。音楽番組ディスクジョッキーとして活躍。1967年チーフプロデューサーとなる。
1974年退社し、米国でコミュニケーション論などを学んだのち、フリーパーソナリティ、ディスクジョッキー。
1977年コミュニケーション文化研究所を設立し、代表。

## 著書
- 『D・J稼業20年』ホーチキ商事・出版部 1974
- 『映画音楽を楽しむ本』ホーチキ商事出版部 1976
- 『放送マンの進路と入社試験問題集』自由国民社 1979
- 『Newビジネス・マナー 新入社員専科』大陸書房 1982
- 『ハイブリッド読書術 : 録読・音読・視読』創拓社〈バクの本〉、1982年10月15日。NDLJP:12275249。
- 『ポップス・ヒットパレード 私のおしゃべり放送史』旺文社文庫 1985
- 『ザ・FM』シーズ、1986年4月15日。NDLJP:12275735。
- 『おかあさんの教育学』昭和印刷出版 1988
- 『放送メディアと映画音楽』泰流社 1988
- 『企画を大ヒットさせる「演出の魔術」入門 あなたの仕事が大変化する本 13人の一流演出仕掛人』構成 第一企画出版 1990
- 『新聞・雑誌・TV・本を面白いほど活用する法』中経出版 キミのpower up塾 1990
- 『人間関係をよくする プラス志向のコミュニケーション』サイマル出版会 1995

### 共著
- 『暦の読み方』服部一敏共著 日本実業出版社 1979
- 『通勤電車の中の知恵 毎日の2時間が楽しくなる本』服部一敏共著 日本実業出版社 1979

## 注
1. ↑  『現代日本人名録』2002年